# 新大嶼山巴士P1線
新大嶼山巴士P1線是香港一條已取消的巴士路線，於香港迪士尼樂園施工期間提供服務，往來青衣機鐵站及竹篙灣，屬北大嶼山路線。

## 歷史
1999年，香港特別行政區政府正式落實在大嶼山東北的竹篙灣興建香港迪士尼樂園。經過一整年的填海和平整土地工序，2001年正式進入樂園的施工期。
由於竹篙灣本屬荒蕪之地，除可私人租賃船隻前往外，一般人士祇能在深井馬灣碼頭或青龍頭，分別乘船到大嶼山東北角的草灣、花坪灣或打水灣，再越過山頭前往，路途相當崎嶇。有見大量工人將前往該地工作，運輸署批准開辦兩條巴士路線（36P線及P1線）往來竹篙灣工地與鄰近鐵路車站，當地因屬大嶼山範圍，兩線均由新大嶼山巴士負責營辦。
本線由2002年1月2日起投入服務，逢星期一至星期六（公眾假期除外）提供來回共4班車，接載工人往返青衣站，途經青衣西路、青嶼幹線等幹道；連接青衣西北交匯處與担杆山交匯處的青衣北岸公路通車後，取消途經青衣西路及長青公路。
自此，新大嶼山巴士在路線營運上，首次正式提供往來離島區範圍以外的服務。隨着樂園首階段工程在2005年中陸續完工，標誌着兩條往返竹篙灣工地的巴士路線任務完成，於該年8月20日最後一天運作後永久停駛。

## 服務時間
2002年1月2日起生效
逢星期一至星期六（公眾假期除外）
- 青衣機鐵站：07:00、07:15
- 竹篙灣　　：18:15、18:30

## 收費
2002年1月2日起生效
$7.0

## 行車資料
2002年1月2日起生效
- 全程里數：11.8公里
- 全程時間：約20分鐘

### 行車路線
青衣機鐵站 往 竹篙灣
- 青敬路、担杆山交匯處、青衣北岸公路、青衣西北交匯處、青嶼幹線、北大嶼山公路、往竹篙灣通路。

竹篙灣 往 青衣機鐵站
- 往竹篙灣通路、北大嶼山公路、青嶼幹線、青衣西北交匯處、青衣北岸公路、担杆山交匯處、青敬路。[2]

## 資料來源
- 新大嶼山巴士熱線 29849848